# Remisen i Tølløse
Remisen i Tølløse var en remise på Tølløse Station, der nu er nedrevet. 
Remisen, der var sammenbygget med et vandtårn, blev bygget i 1901 og forlænget med en bagvedliggende tilbygning i 1943. Denne tilbygning var af betydeligt ringere kvalitet. Bygningen lå med sine ca. 360 m2 i den sydøstlige del af Tølløse, hvor banestrækningen mellem Tølløse og Høng (Slagelse) mødes med Nordvestbanen. Remisen ejedes af Regionstog A/S. Den blev opgivet som remise i halvfemserne, men inden da havde man udskiftet de oprindelige porte med el-drevne hæve-sænke porte for at skabe adgang for bredere vogne. Gavlens konstruktion blev herved alvorligt svækket. I 2005 væltede en del af 1943-tilbygningen, men indtil da havde man anvendt bygningen til opbevaring af forskelligt materiel.
Remisen i Tølløse var som stationsbygningerne på Høng-Tølløse Jernbane tegnet af statsbanernes overarkitekt Heinrich Wenck, som også stod bag bl.a. Københavns Hovedbanegård og Østerport Station. Tårnet og den sektion af bygningen, der har rummet personalerum, kontor og lager bærer klart præg af Wencks særlige stil, mens selve remisen er opført efter en typetegning, som er anvendt flere steder og som let kunne tilpasses i længde og bredde. Tvillingen til Tølløse remise findes i Varde. En lille remise af Wencks hånd kan ses i Høng. Heinrich Wenck har tegnet en stor del af stationerne og jernbanebygningerne i Danmark i slutningen af 1800-tallet og første del af 1900-tallet, hvor banenettet ekspanderede kraftigt. Flere af Wencks bygninger er i dag fredede.
Remisen var blandt de ældste og mest interessante bygninger i Tølløse. Bygningen havde såvel bygningshistoriske som kulturhistoriske kvaliteter, der gjorde den bevaringsværdig. 
I februar 2008 blev der stiftet en støtteforening, som havde til formål at arbejde for bevaring af remisen. Foreningen blev nedlagt 10. november 2010.
Holbæk Kommune gav nedrivningstilladelse i efteråret 2011 og i november samme år blev bygningen revet ned.

## Eksterne links
- Hjemmeside for Tølløse remise (Webside ikke længere tilgængelig)

55°36′33.25″N 11°46′40.2″Ø / 55.6092361°N 11.777833°Ø